# 索菲·安格斯
索菲·安格斯（英語：Sophie Angus，1999年3月12日—），加拿大女子游泳运动员，2022年英联邦运动会女子4×100米混合泳接力和混合4×100米混合泳接力银牌得主、2023年世界游泳锦标赛女子4×100米混合泳接力铜牌得主。